# Federació de Futbol de la República Islàmica de Mauritània
La Federació de Futbol de la República Islàmica de Mauritània (FFRIM) —en francès: Fédération de Football de la République Islamique de Mauritanie; en àrab اتحاد الجمهورية الإسلامية الموريتانية لكرة القدم, Ittiḥād al-Jumhūriyya al-Islāmiyya al-Mūrītāniyya li-Kurat al-Qadam, «Unió de Futbol de la República Islàmica Mauritana»— és la institució que regeix el futbol a Mauritània. Agrupa tots els clubs de futbol del país i es fa càrrec de l'organització de la Lliga mauritana de futbol i la Copa. També és titular de la Selecció de futbol de Mauritània absoluta i les de les altres categories.
Va ser formada el 1961.
- Afiliació a la FIFA: 1970
- Afiliació a la CAF: 1974 (membre provisional), 1976[4]
- Afiliació a la UAFA: 1989